# 36 Crazyfists
36 Crazyfists — метал-группа с четырьмя участниками из Анкориджа, Аляска. В настоящее время она базируется в Портленде, Орегон. Название группы взято от фильма «Jackie Chan And The 36 Crazy Fists.» Джеки Чана. Ею было выпущено 6 студийных альбомов: In the Skin, Bitterness the Star, A Snow Capped Romance, Rest Inside the Flames, The Tide And Its Takers, Collisions and Castaways и Time and Trauma

## История

### Ранние годы
36 Crazyfists была сформирована в 1994 году Кенай, штат Аляска. Первоначальными членами коллектива были вокалист Брок Линдоу, гитаристы Стив Холт и Райан Браунелл, басист Стюарт JD, и барабанщик Томас Нунан. Они выпустили свой первый EP,Boss Buckle, в 1995 году на кассете. В июле 1996 года, басист Стюарт JD погиб в автомобильной аварии. В то время, Браунелл ушёл из группы, вместо него пришёл басист Мик Уитни, который проживал также в Анкоридже. В 1997 году группа выпустила свой второй EP,Suffer tree. 36CF затем переехали в Сиэтл, где они выпустили свой дебютный CD лонг-плей In the skin. Затем они переехали в Портленд, Орегон. В 1999 году они выпустили 4-песенное демо и через своих друзей Skinlab он попал в руки Монте Коннер, и на Roadrunner Records

### Roadrunner Records (2000—2007)
Группа подписала контракт с Roadrunner Records в 2000 году, и выпустила свой дебютный альбом Bitterness The Star, который вышел 4 апреля 2002 года. В поддержку его они гастролировали с такими группами, как Candiria, God Forbid, Chimaira, Diecast, и Hotwire. После гастролей по США, они отправились в Европу, чтобы начать European Road Rage Tour вместе с Killswitch Engage и Five Pointe O .
16 марта 2004 года выходит второй альбом A Snow Capped Romance , который был подготовлен Джеймсом Павлом Визнером (который также продюсировал альбомы таких групп, как Dashboard Confessional и As Friends Rust).
36 Crazyfists вошли в студию с продюсером Сал Виллануэва (который работал с Thursday и Taking Back Sunday) в октябре 2005 года приступить к записи своего третьего альбома Rest Inside The Flames , который был выпущен в Европе 12 июня 2006 года. В конечном счёте, Roadrunner решили не выпускать альбом в Северной Америке.
Альбом имел успех в Великобритании и дебютировал на 71 месте в UK Album Charts, также достигнул 2 места «Rock Album Charts» . Группа начала турне по Великобритании, где они играли в 26 местах по всей стране.

### Ferret Music (2007-настоящее время)
В мае 2008 года группа выпустила The Tide And Its Takers , на Ferret Music. Они продолжают играть ежегодно в Летнем фестивале Meltdown в Анкоридже, Аляска, за исключением 2008 года, когда они были в туре на первом ежегодном фестивале Rockstar Mayhem Festival . Вскоре после тура басист Мик Уитни покинул группу и был заменён Бреттом Маковски.
9 января 2009 года 36 Crazyfists снимают в Анкоридже, Аляска, свой первый концертный DVD названый Underneath A Northern Sky ; DVD был выпущен в октябре 2009 года.
Новый альбом группы Collisions and Castaways, выпущен в США Ferret Music 27 июля, а днём ранее в остальной части мира .
Группа будет играть на фестивале Soundwave в Австралии с конца февраля по начало марта 2011 года.
В феврале 2012 года группу покинул барабанщик Томас Нунан, его место занял Кайл Балтус. Также в 2012 году в группу вернулся бас-гитарист Мик Уитни.